# (37278) 2000 YE7
2000 YE7 (asteroide 37278) é um asteroide da cintura principal. Possui uma excentricidade de 0.14757440 e uma inclinação de 14.20985º.
Este asteroide foi descoberto no dia 20 de dezembro de 2000 por LINEAR em Socorro.